# 39e congrès fédéral du Parti socialiste ouvrier espagnol
Le 39e congrès fédéral du Parti socialiste ouvrier espagnol (en espagnol : XXXIX Congreso Federal del PSOE) s'est déroulé à Madrid entre les 16 et 18 juin 2017.
L'élection du secrétaire général par le vote des militants a lieu le 21 mai. Elle est remportée par Pedro Sánchez par 50,2 % des suffrages exprimés avec 79,9 % de participation.

## Candidats

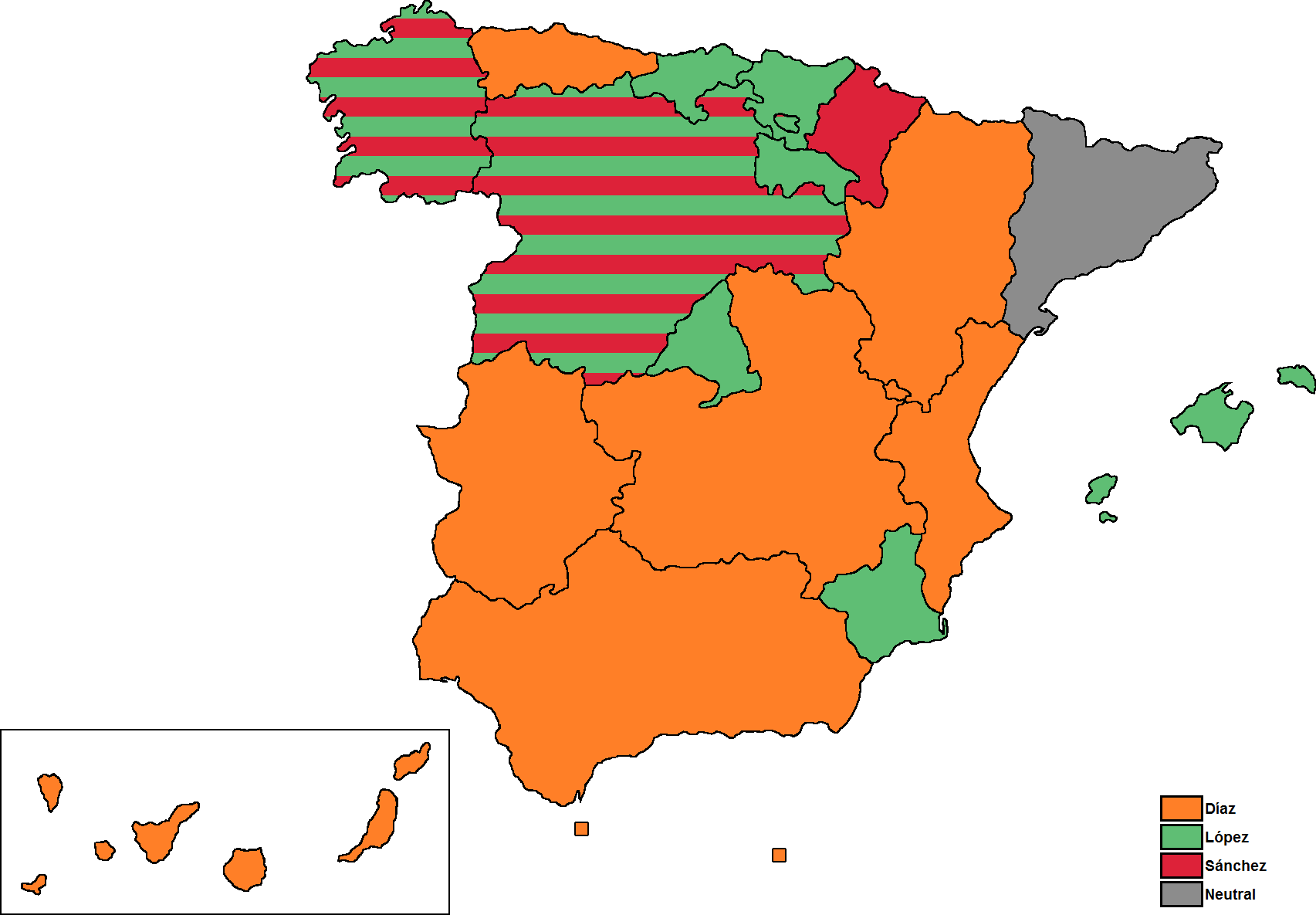
Carte des fédérations soutenant un candidat.

### Déclarés
| Candidat               | Candidat | Candidat | Fonction politique récente | Logo            | Annoncé         |
| ---------------------- | -------- | -------- | --- | --------------- | --------------- |
| Patxi López (57 ans)   |          |          | député aux Cortes Generales pour la Biscaye (1987-1989 et depuis 2016) président du Congrès des députés (2016)                                                        | (site internet) | 15 janvier 2017 |
| Pedro Sánchez (44 ans) |          |          | ancien secrétaire général du PSOE (2014-2016) député aux Cortes Generales pour la circonscription de Madrid (2009-2011 et 2013-2016)                                  | (site Internet) | 28 janvier 2017 |
| Susana Díaz (42 ans)   |          |          | présidente de la Junte d'Andalousie et secrétaire générale du PSOE-A (depuis 2013) députée au Parlement d'Andalousie pour la circonscription de Séville (depuis 2008) |                 | 26 mars 2017    |

### Déclinés
- Francina Armengol (45 ans) : présidente des îles Baléares (depuis 2015)
- Josep Borrell (69 ans) : président du Parlement européen (2004-2007)
- Javier Fernández Fernández (69 ans) : président de la principauté des Asturies (depuis 2012) et président de la direction provisoire du PSOE (depuis 2016)
- Guillermo Fernández Vara (58 ans) : président d'Estrémadure (2007-2011 et depuis 2015)
- Ramón Jáuregui (68 ans) : député européen (2009-2010 et depuis 2014)
- Eduardo Madina (41 ans) : député au Cortes Generales pour Madrid (depuis 2016) et candidat au congrès extraordinaire de 2014 (36,25 %).
- José Antonio Pérez Tapias (61 ans) : candidat au congrès extraordinaire de 2014 (15,08 %).
- Ignacio Urquizu Sancho (38 ans) : député au Cortes Generales pour Teruel (depuis 2015)

## Soutiens

### Députés
| Candidat | Candidat      | Nombre | %     |
| -------- | ------------- | ------ | ----- |
|          | Susana Díaz   | 52     | 61,90 |
|          | Pedro Sánchez | 13     | 15,48 |
|          | Patxi López   | 8      | 9,52  |
|          | Neutre        | 11     | 13,10 |
| TOTAL    | TOTAL         | 84     | 100   |

### Parrainages militants

Carte des fédérations par parrainages.

| Candidat | Candidat      | Nombre  | %     |
| -------- | ------------- | ------- | ----- |
|          | Susana Díaz   | 59 390  | 31,59 |
|          | Pedro Sánchez | 53 117  | 28,26 |
|          | Patxi López   | 10 866  | 5,78  |
|          | Personne      | 64 576  | 34,37 |
| TOTAL    | TOTAL         | 187 949 | 100   |

## Résultats

Carte des résultats.

### Secrétaire général
| Candidat | Candidat      | Voix    | %       |
| -------- | ------------- | ------- | ------- |
|          | Pedro Sánchez | 74 805  | 50,26 % |
|          | Susana Díaz   | 59 392  | 39,90 % |
|          | Patxi López   | 14 652  | 9,84 %  |
| TOTAL    | TOTAL         | 148 849 | 100 %   |

### Délégués
| Candidat | Candidat      | Délégués | %      |
| -------- | ------------- | -------- | ------ |
|          | Pedro Sánchez | 532      | 53,3 % |
|          | Susana Díaz   | 394      | 39 %   |
|          | Patxi López   | 78       | 7,7 %  |
| TOTAL    | TOTAL         | 1 004    | 100 %  |